# 인천광역시의 유형문화재
인천광역시의 유형문화재는 유형문화재 중에서 인천광역시 내에 있는 문화재를 의미한다.

## 지정 목록
| 번호 | 사진 | 명칭                                                                    | 소재지                                           | 관리자 (단체)                            | 지정일                                                                   | 참조 |
| 1호  |      | 인천도호부관아 (仁川都護府官衙)                                         | 인천 남구 매소홀로 553(문학동 343-2) 문학초교내  | 인천광역시교육청                         | 1982년 3월 2일 지정, 2019년 10월 7일 명칭변경                            |      |
| 2호  |      | 부평도호부관아 (富平都護府官衙)                                         | 인천 계양구 계산동 943 (부평초등학교내)          | 인천광역시교육청                         | 1982년 3월 2일 지정, 2019년 10월 7일 명칭변경                            |      |
| 3호  |      | 원대철제범종 (元代鐵製梵鍾)                                             | 인천 연수구 옥련동 525 인천광역시립박물관        | 인천광역시립박물관                       | 1982년 3월 2일 지정                                                      |      |
| 4호  |      | 송대철제범종 (宋代鐵製梵鍾)                                             | 인천 연수구 옥련동 525 인천광역시립박물관        | 인천광역시립박물관                       | 1982년 3월 2일 지정                                                      |      |
| 5호  |      | 관음좌상 (觀音坐像)                                                     | 인천 연수구 옥련동 525 인천광역시립박물관        | 인천광역시립박물관                       | 1982년 3월 2일 지정                                                      |      |
| 6호  |      | 논현포대 (論峴砲臺)                                                     | 인천 남동구 논현동 415-56                        | 남동구                                   | 1982년 3월 2일 지정                                                      |      |
| 7호  |      | 구)인천일본제일은행지점 (구)仁川日本第一銀行支店)                       | 인천 중구 중앙동1가 9                            | 인천광역시 중구청                        | 1982년 3월 2일 지정                                                      |      |
| 8호  |      | 인천우체국 (仁川郵遞局)                                                 | 인천 중구 항동6가 1                              | 서울체신청                               | 1982년 3월 2일 지정                                                      |      |
| 9호  |      | 정우량영정 (鄭羽良影幀)                                                 | 인천 남구                                        | 정구열                                   | 1986년 12월 18일 지정                                                    |      |
| 10호 |      | 김재로영정 (金在魯影幀)                                                 | 인천 연수구 옥련동 525 인천광역시립박물관        | 인천광역시립박물관                       | 1989년 12월 28일 지정, 2001년 4월 2일 해제, 경기도 호암미술관에 매각     |      |
| 11호 |      | 인천향교 (仁川鄕校)                                                     | 인천 남구 매소홀로 589(문학동 349-2)             | 인천향교재단                             | 1990년 11월 9일 지정                                                     |      |
| 12호 |      | 부평향교 (富平鄕校)                                                     | 인천 계양구 계산동 982-1                         | 향교재단                                 | 1990년 11월 9일 지정                                                     |      |
| 13호 |      | 건칠여래좌상 (木造如來坐像)                                             | 인천 연수구 옥련동 525 인천광역시립박물관        | 인천광역시립박물관                       | 1990년 11월 9일 지정, 2016년 6월 15일 명칭 변경                          |      |
| 14호 |      | 목조보살좌상 (木造菩薩坐像)                                             | 인천 연수구 옥련동 525 인천광역시립박물관        | 인천광역시립박물관                       | 1990년 11월 9일 지정                                                     |      |
| 15호 |      | 용궁사 (龍宮寺)                                                         | 인천 중구 운남동 667, 668, 산101                 | 용궁사                                   | 1990년 11월 9일 지정                                                     |      |
| 16호 |      | 창영초등학교(구)교사 (昌榮國校(舊)校舍)                                 | 인천 동구 창영동 30외 3필지                      | 인천광역시교육청                         | 1992년 12월 16일 지정                                                    |      |
| 17호 |      | 구 제물포구락부 (舊)濟物浦俱樂部)                                       | 인천 중구 송학동 1가 11-1외 1필지                | 인천광역시(한국문화원협회인천광역시지회) | 1993년 7월 6일 지정                                                      |      |
| 18호 |      | 인천기독교사회복지관 (仁川基督敎社會福祉館)                             | 인천 동구 창영동 42-3                            | 감리교회사회복지재단                     | 1993년 7월 6일 지정                                                      |      |
| 19호 |      | 구인천일본58은행인천지점 (中區料食業組合(舊 仁川日本58銀行仁川支店))    | 인천 중구 중앙동2가 19-1                         | 요식업조합                               | 1993년 7월 6일 지정                                                      |      |
| 20호 |      | 용흥궁 (龍興宮)                                                         | 인천 강화군 관청리 440외2                        | 강화군                                   | 1995년 3월 1일 지정                                                      |      |
| 21호 |      | 충렬사 (忠烈祠)                                                         | 인천 강화군 선원면 선행리 371                    | 강화군                                   | 1972년 5월 4일 지정                                                      |      |
| 22호 |      | 김상용선생순절비 (金尙容先生殉節碑)                                     | 인천 강화군 강화읍 관청리 416                    | 강화군                                   | 1995년 3월 2일 지정, 1995년 11월 15일 해제, 인천 기념물 35호로 재지정    |      |
| 23호 |      | 양헌수장군승전비 (梁憲洙將軍勝戰碑)                                     | 인천 강화군 길상면 온수리 산42                   | 강화군                                   | 1995년 3월 2일 지정, 1995년 11월 15일 해제, 인천 기념물 36호로 재지정    |      |
| 24호 |      | 연미정 (燕尾亭)                                                         | 인천 강화군 강화읍 월곶리 242                    | 회산남용                                 | 1995년 3월 2일 지정                                                      |      |
| 25호 |      | 강화유수부 동헌 (江華留守府東軒)                                        | 인천 강화군 강화읍 관청리 743-1                  | 강화군                                   | 1995년 3월 1일 지정                                                      |      |
| 26호 |      | 강화유수부 이방청 (江華留守府吏房廳)                                    | 인천 강화군 강화읍 관청리 743-2                  | 강화군                                   | 1995년 3월 1일 지정                                                      |      |
| 27호 |      | 보문사석실 (普門寺石室)                                                 | 인천 강화군 삼산면 매음리 629-1                  | 보문사                                   | 1995년 3월 1일 지정                                                      |      |
| 28호 |      | 교동향교 (喬桐鄕校)                                                     | 인천 강화군 교동면 읍내리 148                    | 향교재단                                 | 1995년 3월 1일 지정                                                      |      |
| 29호 |      | 보문사마애석불좌상 (普門寺磨崖石佛坐像)                                 | 인천 강화군 삼산면 매음리 산293                  | 보문사                                   | 1995년 3월 1일 지정                                                      |      |
| 30호 |      | 강화석수문 (江華石水門)                                                 | 인천 강화군 강화읍 국화리 883                    | 강화군                                   | 1995년 3월 1일 지정                                                      |      |
| 31호 |      | 성공회강화성당 (聖公會江華聖堂)                                         | 인천 강화군 강화읍 관청리 250                    | 강화군                                   | 1995년 3월 1일 지정, 2001년 4월 9일 해제, 사적 424호로 승격              |      |
| 32호 |      | 심즙 신도비 (沈楫 神道碑)                                               | 인천 서구 공촌동 산8                             | 심재갑                                   | 1995년 11월 14일 지정                                                    |      |
| 33호 |      | 후애돈대 (後崖墩臺)                                                     | 인천 강화군 길상면 선두리 954                    | 강화군                                   | 1995년 11월 14일 지정, 2008년 8월 18일 명칭변경                          |      |
| 34호 |      | 강화향교 (江華鄕校)                                                     | 인천 강화군 강화읍 관청리 938-2                  | 향교재단                                 | 1995년 11월 14일 지정                                                    |      |
| 35호 |      | 삼암돈대 (三岩墩臺)                                                     | 인천 강화군 내가면 외포리 산223-4외 1필지        | 강화군                                   | 1999년 3월 29일 지정                                                     |      |
| 36호 |      | 분오리돈대 (分五里墩臺)                                                 | 인천 강화군 화도면 사기리 산185-1외 4필지        | 강화군                                   | 1999년 3월 29일 지정                                                     |      |
| 37호 |      | 강화외성 (江華外城)                                                     | 인천 강화군 선원면 불은면 해안방조제 주변        | 강화군                                   | 1999년 3월 29일 지정, 2003년 10월 21일 해제, 사적 452호로 승격           |      |
| 38호 |      | 적석사사적비 (積石寺事蹟碑)                                             | 인천 강화군 내가면 고천리 산74                   | 대한불교조계종 적석사                    | 2001년 4월 2일 지정                                                      |      |
| 39호 |      | 영화초등학교본관동 (永化初等學校本館棟)                                 | 인천 동구 창영동 36                              | 학교법인영화학원                         | 2001년 4월 2일 지정                                                      |      |
| 40호 |      | 팔미도등대 (八尾島燈臺)                                                 | 인천 중구 무의동 산373                           | 중구청                                   | 2002년 2월 4일 지정                                                      |      |
| 41호 |      | 강화온수리성공회사제관 (江華온수리聖公會司祭館)                         | 인천 강화군 길상면 온수리 505-7                  | 대한성공회유지재단                       | 2002년 2월 4일 지정                                                      |      |
| 42호 |      | 전등사대웅보전목조삼존불좌상 (傳燈寺大雄寶殿木造三尊佛坐像)             | 인천 강화군 길상면 온수리 635                    | 대한불교조계종전등사                     | 2002년 12월 23일 지정, 2012년 12월 27일 해제, 보물 제1785호로 승격       |      |
| 43호 |      | 전등사약사전현왕탱 (傳燈寺藥師殿現王幀)                                 | 인천 강화군 길상면 온수리 635                    | 대한불교조계종전등사                     | 2002년 12월 23일 지정                                                    |      |
| 44호 |      | 전등사약사전후불탱 (傳燈寺藥師殿後佛幀)                                 | 인천 강화군 길상면 온수리 635                    | 대한불교조계종전등사                     | 2002년 12월 23일 지정                                                    |      |
| 45호 |      | 전등사법화경판 (傳燈寺法華經板)                                         | 인천 강화군 길상면 온수리 635                    | 대한불교조계종전등사                     | 2002년 12월 23일 지정, 2016년 9월 1일 해제, 보물 제1908호로 승격         |      |
| 46호 |      | 전등사 청동수조 (傳燈寺 靑銅水槽)                                       | 인천 강화군 길상면 온수리 635                    | 대한불교조계종전등사                     | 2002년 12월 23일 지정                                                    |      |
| 47호 |      | 전등사 업경대 (傳燈寺 業鏡臺)                                           | 인천 강화군 길상면 온수리 635                    | 대한불교조계종전등사                     | 2002년 12월 23일 지정                                                    |      |
| 48호 |      | 전등사 대웅보전 수미단 (傳燈寺 大雄寶殿 須彌壇)                         | 인천 강화군 길상면 온수리 635                    | 대한불교조계종전등사                     | 2002년 12월 23일 지정                                                    |      |
| 49호 |      | 홍예문 (虹霓門)                                                         | 인천 중구 송학동 2가 20번지외 4필지              | 중구청                                   | 2002년 12월 23일 지정                                                    |      |
| 50호 |      | 구 인천일본18은행지점 (舊仁川日本一八銀行支店)                          | 인천 중구 중앙동 2가 24-1번지외 1필지            | 중구                                     | 2002년 12월 23일 지정                                                    |      |
| 51호 |      | 인천내동성공회성당 (仁川內洞聖公會聖堂)                                 | 인천 중구 내동 3                                 | 대한성공회유지재단                       | 2002년 12월 23일 지정                                                    |      |
| 52호 |      | 강화온수리성공회성당 (江華溫水里聖公會聖堂)                             | 인천 강화군 길상면 온수리 505-3                  | 성공회유지재단                           | 2003년 10월 27일 지정                                                    |      |
| 53호 |      | 청련사 큰법당 삼장탱 (靑蓮寺 큰法堂 三藏幀)                             | 인천 강화군 강화읍 국화리 550                    | 청련사                                   | 2004년 4월 6일 지정                                                      |      |
| 54호 |      | 청련사큰법당현왕탱 (청련사큰법당현왕탱)                                 | 인천 강화군 강화읍 국화리 550                    | 청련사                                   | 2004년 4월 6일 지정                                                      |      |
| 55호 |      | 청련사원통암감로왕탱 (청련사원통암감로왕탱)                             | 인천 강화군 강화읍 국화리 550                    | 청련사                                   | 2004년 4월 6일 지정                                                      |      |
| 56호 |      | 전등사명부전지장시왕상및시왕도일습 (전등사명부전지장시왕상및시왕도일습) | 인천 강화군 길상면 온수리 635                    | 전등사                                   | 2004년 4월 6일 지정, 2012년 12월 27일 해제, 보물 제1786호로 승격         |      |
| 57호 |      | 전등사약사전석불좌상 (전등사약사전석불좌상)                             | 인천 강화군 길상면 온수리 635                    | 전등사                                   | 2004년 4월 6일 지정                                                      |      |
| 58호 |      | 연수구흥륜사소장대장일람집 (연수구흥륜사소장대장일람집)                 | 인천 연수구 동춘동 산14                          | 정재준                                   | 2004년 4월 6일 지정                                                      |      |
| 59호 |      | 연수구흥륜사소장자치통감강목 (연수구흥륜사소장자치통감강목)             | 인천 연수구 동춘동 산14                          | 정재준                                   | 2004년 4월 6일 지정                                                      |      |
| 60호 |      | 강화 고대섭 가옥 (江華 高大燮 家屋)                                     | 인천 강화군 강화대로 674번길 23-4                | 고영한 (강화군청)                        | 2006년 5월 15일 지정, 2008년 8월 18일 명칭변경, 2020년 1월 13일 명칭변경 |      |
| 61호 |      | 능인교당 신중탱화 (能仁敎堂 信衆탱화)                                   | 인천 중구                                        | 능인사                                   | 2009년 3월 2일 지정                                                      |      |
| 62호 |      | 백련정사 칠성도 (白蓮精舍 七星圖)                                       | 인천 남구                                        | 백련정사                                 | 2010년 12월 6일 지정                                                     |      |
| 63호 |      | 신간소문입식운기론오 (新刊素問入式運氣論奧)                             | 인천 연수구 청량로 102번길 40-9 (가천박물관)     | 가천박물관                               | 2012년 7월 26일 지정                                                     |      |
| 64호 |      | 효경 (孝經)                                                             | 인천 연수구 청량로 102번길 40-9 (가천박물관)     | 가천박물관                               | 2012년 7월 26일 지정                                                     |      |
| 65호 |      | 증주당현절구삼체시법 권1 (增註唐賢絶句三體詩法 卷1)                     | 인천 연수구 청량로 102번길 40-9 (가천박물관)     | 가천박물관                               | 2012년 7월 26일 지정                                                     |      |
| 66호 |      | 바리야크함 깃발                                                         | 인천 연수구 옥련동 525                           | 시장(시립박물관)                         | 2015년 10월 7일 지정                                                     |      |
| 67호 |      | 시왕도 (十王圖)                                                         | 인천 남구 비류대로 55번길 68                     | 시장(시립박물관)                         | 2015년 10월 7일 지정                                                     |      |
| 68호 |      | 목조아미타여래좌상 (木造阿彌陀如來坐像)                                 | 인천 남구 비류대로55번길 68 (학익동, 송암미술관) | 송암미술관                               | 2015년 10월 7일 지정                                                     |      |
| 69호 |      | 목조보살좌상 (木造菩薩坐像)                                             | 인천 남구 비류대로 55번길 68                     | 시장(시립박물관)                         | 2015년 10월 7일 지정                                                     |      |
| 70호 |      | 선문염송설화 권1-30 (禪門拈頌說話 券一-三十)                            | 인천 서구 원적로 163-22                          | 미광선일(법명사주지)                     | 2015년 12월 2일 지정, 2015년 12월 7일 고시                               |      |
| 71호 |      | 묘법연화경 권3 (妙法蓮華經 卷三)                                        | 인천 연수구 청량로 70번길 40-17                  | 정법륜(흥륜사주지)                       | 2015년 12월 2일 지정, 2015년 12월 7일 고시                               |      |
| 72호 |      | 대방광불화엄경 진본 권21 (大方廣佛華嚴經 晋本 卷二十一)                 | 인천 연수구 청량로 70번길 40-17                  | 정법륜(흥륜사주지)                       | 2015년 12월 2일 지정, 2015년 12월 7일 고시                               |      |
| 73호 |      | 대방광불화엄경 주본 권61 (大方廣佛華嚴經 周本 卷六十一)                 | 인천 연수구 청량로 70번길 40-17                  | 정법륜(흥륜사주지)                       | 2015년 12월 2일 지정, 2015년 12월 7일 고시                               |      |
| 74호 |      | 몽산화상육도보설 (蒙山和尙六道普說)                                     | 인천 연수구 청량로 70번길 40-17                  | 정법륜(흥륜사주지)                       | 2015년 12월 2일 지정, 2015년 12월 7일 고시                               |      |
| 75호 |      | 불설장수멸죄호제동자다라니경 (佛說長壽滅罪護諸童子陀羅尼經)             | 인천 연수구 청량로 70번길 40-17                  | 정법륜(흥륜사주지)                       | 2015년 12월 2일 지정, 2015년 12월 7일 고시                               |      |
| 76호 |      | 용궁사 수월관음도 (龍宮寺 水月觀音圖)                                   | 인천 중구 운남로 199-1 (운남동)                  | 한국불교태고종 용궁사                    | 2016년 2월 24일 지정, 2016년 2월 29일 고시                               |      |
| 77호 |      | 명대철제도종 (明代鐵製道鍾)                                             | 인천 연수구 청량로160번길 26(옥련동)             | 인천광역시 시립박물관                    | 2019년 7월 29일 지정                                                     |      |